# Varnava
Varnava  este un oraș în Grecia în prefectura Attica.